# Прималуна
Прималуна (італ. Primaluna) — муніципалітет в Італії, у регіоні Ломбардія,  провінція Лекко.
Прималуна розташована на відстані близько 520 км на північний захід від Рима, 60 км на північ від Мілана, 14 км на північ від Лекко.
Населення — 2244 особи (2014).
Щорічний фестиваль відбувається 29 червня. Покровитель — Петро (апостол).

## Демографія
Населення за роками:

Станом на 1 січня 2023 року в муніципалітеті офіційно проживали 174 іноземці з 27 країн, серед них 35 громадян країн Євросоюзу та 2 громадяни України.

## Сусідні муніципалітети
- Казарго
- Кортенова
- Крандола-Вальсассіна
- Езіно-Ларіо
- Інтробіо
- Пастуро
- Премана